# Thalattosauria
Die Thalattosauria sind ausgestorbene aquatisch lebende diapside Reptilien, die von der Mittel- bis zur Obertrias in Europa, Asien und Nordamerika lebten.
Fossilien der Tiere fand man zunächst am Monte San Giorgio im Schweizer Kanton Tessin und im Hosselkus-Kalkstein im Norden Kaliforniens. Später wurden auch Funde aus British Columbia, Nevada und China bekannt.
Die Thalattosauria wurden etwa einen Meter lang, Askeptosaurus, die größte Art, erreichte eine Länge von 2,5 Metern.
Die systematische Stellung der Thalattosauria ist unsicher. Wahrscheinlich stehen sie den Archosauromorpha nahe, haben sich aber früh von diesen abgespalten.
- Thalattosauria
  - Askeptosauroidea
    - Miodentosaurus
    - Endennasaurus
    - Askeptosauridae
      - Anshunsaurus
      - Askeptosaurus

  - Thalattosauroidea
    - Nectosaurus
    - Xinpusaurus
    - Agkistrognathus
    - Paralonectes
    - Thalattosaurus
    - Claraziidae
      - Clarazia
      - Hescheleria